# Ashampoo UnInstaller
Ashampoo UnInstaller — условно-бесплатная утилита, которая предоставляет пользователям мощный и простой в использовании инструмент для очистки и оптимизации операционной системы Windows. Программа была создана немецкой частной компанией Ashampoo.
Утилита не является кроссплатформенным программным обеспечением и работает только на компьютерах под управлением операционной системы Microsoft Windows.

## Описание
Утилита способна отслеживать все изменения, внесенные инсталляционными пакетами в операционную систему, и регистрировать их в своей базе данных. Способна работать даже с теми программами, над которыми не производился анализ и мониторинг. За счёт такой возможности программа превращается в достаточно мощный и эффективный инструмент для корректного удаления программы из системы намертво, не оставляя не единого следа от их былого присутствия.
В программу встроены простые в использовании мастеры для выбора нужной операции, с помощью которых пользователи могут сделать снимки системы и реестра, производить разные манипуляции с установленными шрифтами, удалять временные файлы и многое другое.

## Возможности
- Установка мониторинга деятельности за конкретной программой.
- Удобный деинсталлятор программ (удаление всех следов пребывания программ в системе).
- Интернет-очистка (удаление всех следов веб-сёрфинга в сети).
- Сохранить полную конфигурацию системы в файл. Также можно сравнить 2 конфигурации для выявления различий.
- Управление службами Windows.
- Управление плагинами Internet Explorer.
- Поиск и удаление неправильных ярлыков, временных файлов или пустых папок.
- Управление шрифтами.
- Чистильщик системного реестра.
- Поиск и удаление дубликатов.
- Восстановление случайно удалённых файлов, потерянных данных или в результате непредвиденного программного сбоя.
- Удаление файлов навсегда.
- Резервирование файлов и папок.
- Восстановление резервных файлов.
- Управление точками восстановления системы.
- Расширенная дефрагментация жёсткого диска.